# Suikerbrood
Il suikerbrood ("pane di zucchero"; frisone occidentale: sûkerbôlle o sûkerbôle, francese: craquelin) è un pane lievitato differente da una brioche. Contiene una quantità significativa di zucchero, tradizionalmente aggiunto come granella di zucchero, sebbene talvolta si usino cubetti di zucchero.
Anche se è mangiato dovunque nei Paesi Bassi e nel Belgio, è specialmente associato con la regione della Frisia.
Il Suikerbrood è solitamente aromatizzato con cannella e a volte con lo zenzero.
Un uso tradizionale del suikerbrood è a seguito della nascita di un bebè.